# Arcesilau (escultor)
Arcesilau (en llatí Arcesilaus, en grec antic Ἀρκεσίλαος "Arkesílaos") fou un escultor del segle i aC que segons Plini el Vell va ser molt apreciat a Roma.
Va fer una estàtua de Venus Genetrix al fòrum de Cèsar i una lleona de marbre rodejada de Cupidons alats que ballaven amb ella. A la col·lecció d'Asini Pol·lió hi havia d'aquest escultor unes escultures de centaures acompanyats de nimfes. Va rebre d'Octavià, un cavaller romà, un talent pel model d'un atuell (crater), i se li va encarregar una estàtua de Felicitas per 60.000 sestercis, però la mort del mecenes i la del escultor van impedir la realització de l'obra, segons explica Plini a la Naturalis Historia.